# Almaty Challenger II 2021
L'Almaty Challenger II 2021 è stato un torneo professionistico di tennis giocato su campi in terra rossa . È stata la sesta edizione del torneo, era di categoria Challenger 80 nell'ambito dell'ATP Challenger Tour 2021. Si è giocato dal 14 al 20 giugno 2021 al Gorky Tennis Park di Almaty, in Kazakistan.

## Partecipanti

### Teste di serie
| Nazionalità | Giocatore        | Ranking* | Testa di serie |
| ----------- | ---------------- | -------- | -------------- |
| Slovacchia  | Andrej Martin    | 108      | 1              |
| Egitto      | Mohamed Safwat   | 162      | 2              |
| Belgio      | Kimmer Coppejans | 174      | 3              |
| Italia      | Lorenzo Giustino | 178      | 4              |
| Kazakistan  | Dmitrij Popko    | 195      | 5              |
| Uzbekistan  | Denis Istomin    | 204      | 6              |
| Brasile     | João Menezes     | 211      | 7              |
| Canada      | Brayden Schnur   | 225      | 8              |

- Ranking al 31 maggio 2021.

### Altri partecipanti
I seguenti giocatori hanno ricevuto una wild card nel tabellone principale:
- Dostanbek Tashbulatov
- Denis Yevseyev
- Beibit Zhukayev

Il seguente giocatore è entrato in tabellone come special exempt:
- Timofej Skatov

I seguenti giocatori sono passati dalle qualificazioni:
- Jesper de Jong
- Ergi Kırkın
- Vladyslav Orlov
- Vitaliy Sachko

## Punti e montepremi
| Torneo    | Torneo              | V     | F     | SF    | QF    | 2T  | 1T  | Q | Q2  | Q1  |
| Singolare | Punti               | 80    | 48    | 29    | 15    | 7   | 0   | 4 | 2   | 0   |
| Singolare | Premi in denaro ($) | 7 200 | 4 240 | 2 510 | 1 460 | 860 | 520 | – | 260 | 130 |
| Doppio    | Punti               | 80    | 48    | 29    | 15    | –   | 0   | – | –   | –   |
| Doppio    | Premi in denaro ($) | 3 100 | 1 800 | 1 080 | 640   | –   | 360 | – | –   | –   |

## Campioni

### Singolare
Jesper de Jong ha sconfitto in finale  Marcelo Tomás Barrios Vera con il punteggio di 6-1, 6-2.

### Doppio
Vladyslav Manafov /  Vitaliy Sachko hanno sconfitto in finale  Corentin Denolly /  Adrián Menéndez Maceiras con il punteggio di 6-1, 6-4.